# 게살

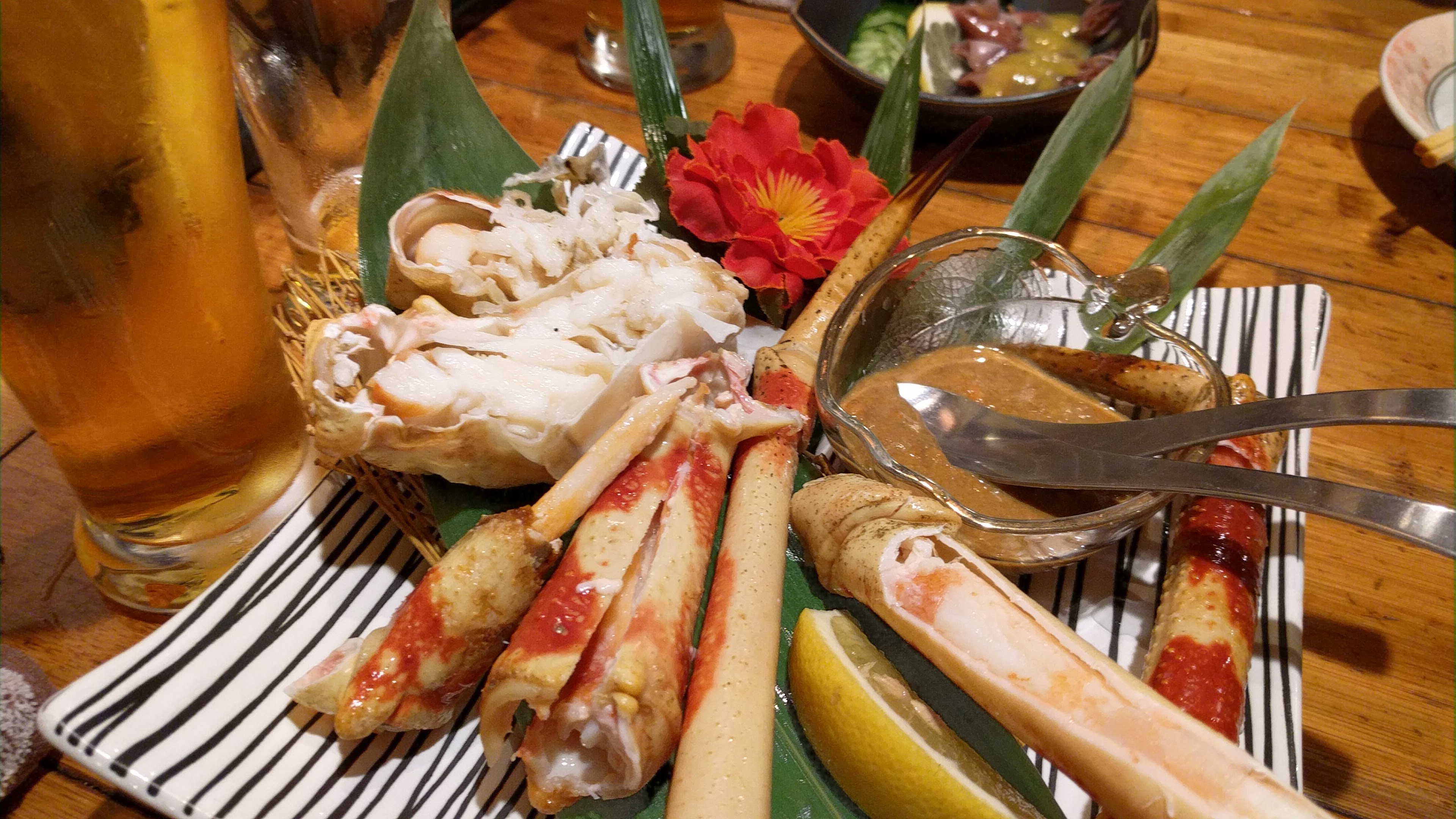
끓였다 게살.

게살은 게의 살이다. 부드럽고 연한 질감과 달콤한 맛으로 인해 전세계적으로 많은 조리법이 연구되었으며, 특히 갈색게와 청색게, 청색꽃게, 홍색민꽃게가 요리 재료로 가장 많이 쓰인다.
몇몇 어업 종사자들은 살아있는 게의 양쪽 집게발을 잘라낸 뒤, 다시 자연으로 방생하고 그 집게발에서 게살을 얻고 있으며, 자연으로 돌아간 게는 몇 달 내지는 1년 뒤에 양쪽 집게발이 원래대로 재생하게 된다. 하지만 47%의 낮은 생존율 등 부정적인 면을 동반하며, 특히 재생된 집게발을 자유자재로 사용하지 못해 먹이 사냥을 제대로 하지 못하는 점 등으로 인해 반대 의견도 상당하다.
게맛살에는 보통 없고, 고급게맛살에 간혹 게살을 넣은 경우가 있다.

## 같이 보기
- 게
- 게맛살